# نیروی هوایی پرو
نیروی هوایی پرو (به اسپانیایی: Fuerza Aérea del Perú) شاخه ای هوایی از نیروهای مسلح پرو است که وظیفه دفاع از ملت پرو و منافع آن را از طریق رزم هوایی بر عهده دارد. ماموریت‌های اضافی این سازمان شامل کمک در حفاظت از امنیت داخلی، انجام عملیات امداد رسانی در بلایا و حوادث طبیعی و شرکت در عملیات بین‌المللی حفظ صلح می‌باشد.

## تاریخچه

### قرن بیستم

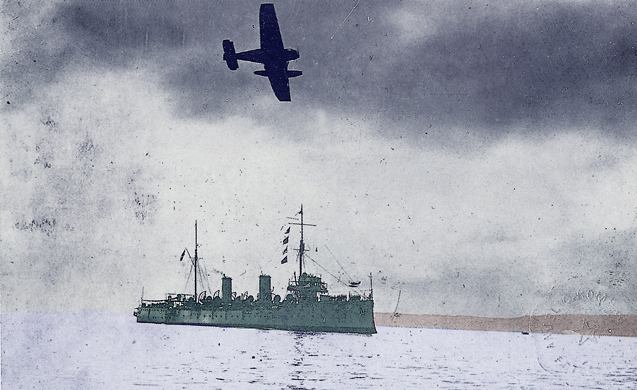
یک هواپیمای سپاه هوانوردی پرو CAPبر فراز یک ناو نیروی دریایی پرو درطی جنگ سال ۱۹۴۱

در ۲۰ مه ۱۹۲۹ (۳۰ اردیبهشت ۱۳۰۸ خورشیدی)، ناوگان‌های هوایی ارتش و نیروی دریایی پرو در سازمانی جدید به نام (سپاه هوانوردی پرو) (به اسپانیایی: Cuerpo de Aviación del Perú) (به اختصار CAP) ادغام شدند. سپاه هوایی پرو (اختصار CAP) در طی جنگ پرو و کلمیبا در سال ۱۹۳۳، با هواپیماهای
ووت او۲یو کرسر و کورتیس اف۱۱سی هاوک در حوضه آمازون با قوای دشمن به مبارزه پرداخته و سه فروند هواپیما را در مصاف با نیروی هوایی کلمبیا از دست داد. در ۱۲ مارس ۱۹۳۶ (۲۱ اسفندماه ۱۳۱۴) نام این نیرو به سپاه هوانوردی پرو (به اسپانیایی: Cuerpo Aeronáutico del Perú) (همچنین به اختصار CAP) تغییر یافت.

#### جنگ پرو و اکوادور
در سال ۱۹۴۱، CAP در جنگ پرو و اکوادور شرکت داشت. در آن زمان، CAP به جنگنده‌های کاپرونی چی. آ ۱۱۴ و نورث آمریکن ان‌ای. ۵۰ توریتو و هواپیماهای تهاجمی داگلاس دی‌بی-۸ای-۳پی وکاپرونی چی. آ ۱۳۵تیپو پرو و کاپرونی چی. آ ۳۱۰لیبچو مجهز بود.
سپاه هوانوردی پرو CAP همچنین در طی این جنگ یک واحد چترباز را ایجاد نموده بود که در تصرف شهر بندری راهبردی اکوادور، پورتو بولیو در ۲۷ ژوئیه ۱۹۴۱، از آن واحد بهره‌برداری تأثیرگذاری شد و اولین بار در قاره آمریکا بود که از نیروهای هوابرد در نبرد استفاده شد.
ستوان خوزه کوئینونس گونزالس یک خلبان پرویی در طول جنگ با اکوادور بود. در ۲۳ ژوئیه ۱۹۴۱، وقتی که وی درحال حمله در ارتفاع پایین با یک هواپیمای نورث آمریکن ان‌ای-۵۰ به یک پست مرزی اکوادور بود، هواپیمای وی مورد اصابت آتش ضدهوایی قرارگرفت. طبق روایت‌های سنتی پرو، کوئینونس پس از اصابت گلوله‌های ضدهوایی، هواپیمای آسیب‌دیده خود را عمداً به ضد هوایی نیروهای اکوادوری کوبید و آن را نابود کرد. او پس از مرگ به درجه سروانی ارتقا یافت و امروزه به عنوان قهرمان ملی پرو شناخته می‌شود.
در سال ۱۹۴۲، سازمان خدمات ملی عکسبرداری هوایی در سپاه هوانوردی پرو CAP ادغام شد.

#### جنگ سرد
در دوران ریاست جمهوری ژنرال مانوئل اودریا در دهه ۱۹۵۰، قوای هوایی پرو سازماندهی مجدد شده و در ۱۸ ژوئیه ۱۹۵۰ نام آن به نیروی هوایی پرو(به اسپانیایی: Fuerza Aérea del Perú) (به اختصار FAP) تغییر یافت. پرو در این دوره متحد ایالات متحده بود و نیروی هوایی پرو، عمدتاً به هواپیماهای ساخته شده در ایالات متحده و بریتانیا مجهز بود. در پایان دوره ریاست ژنرال اودریا، FAP با بمب افکن انگلیش الکتریک کانبرا و هواپیماهای هاوکر هانتر، لاکهید پی-۸۰ شوتینگ استار و جنگنده‌های نورث آمریکن اف-۸۶ سببر، عصر جت را آغاز نمود.

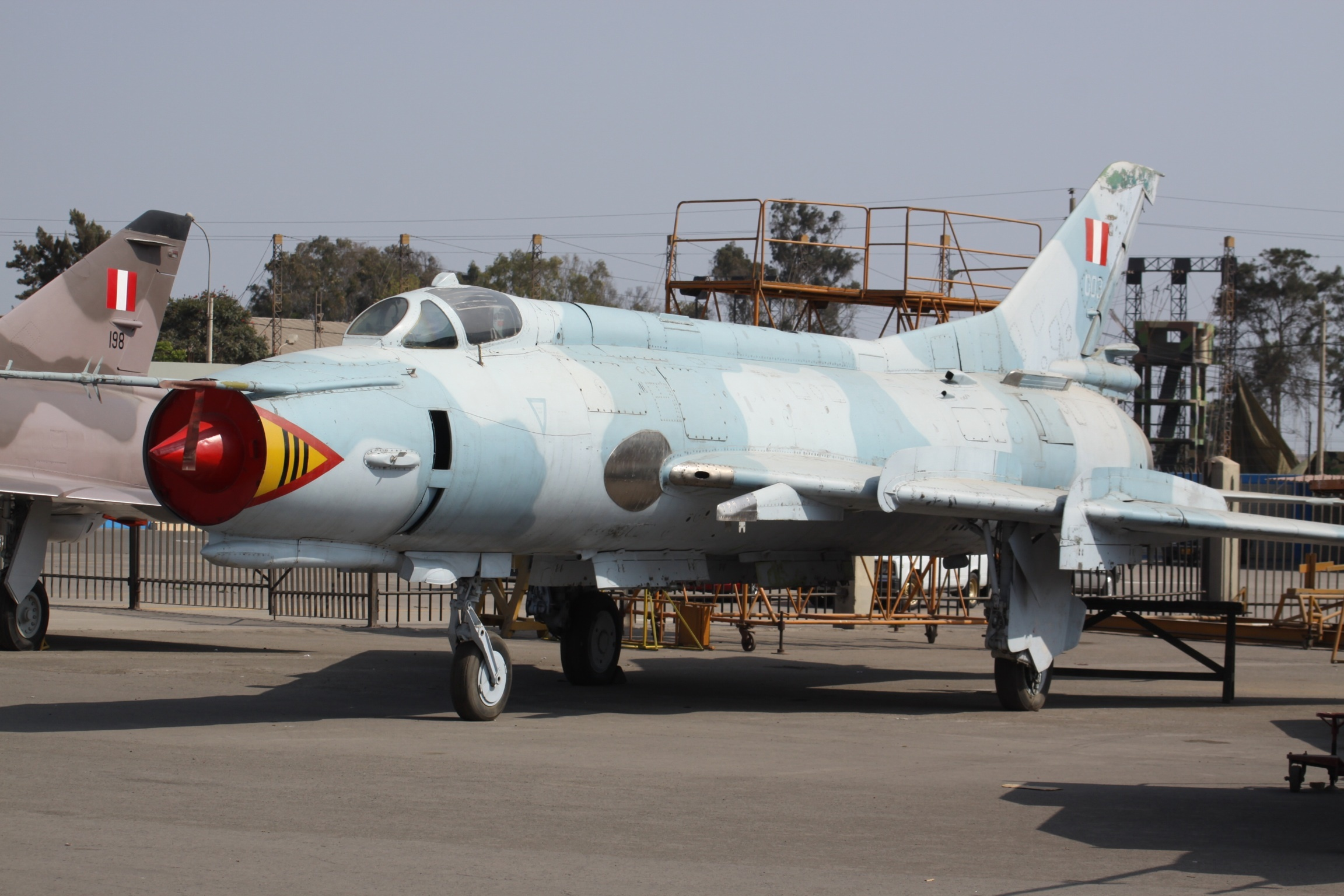
سوخو-۲۲ در پایگاه هوایی لاس پالماس در لیما

با این حال، در ۳ اکتبر ۱۹۶۸، یک خونتای نظامی به رهبری ژنرال طرفدار شوروی ارتش پرو، خوان ولاسکو آلوارادو، کودتای سریع و بدون خونریزی را علیه رئیس‌جمهور فرناندو بلاونده ترری ترتیب داد. ولاسکو پرو را بیشتر در صف بلوک شرق درآورد و روابط با ایالات متحده بدتر شد ایالات متحده در سال ۱۹۶۹ تحریم تسلیحاتی را بر علیه پرو اعمال نمود و به این ترتیب تأمین قطعات یدکی، برای تسلیحات آمریکایی نیروی هوایی پرو دشوار شد در دهه‌های ۱۹۷۰ و ۱۹۸۰ پرو برای طرف نمودن تسلیحات نظامی موردنیازخود، به اتحاد جماهیر شوروی روی آورد. در طی این مدت، FAP چندین هواپیمای ساخت شوروی از جمله جنگنده‌های سوخو-۲۲، هواپیماهای ترابری آنتونوف ای‌ان-۲۶ و آنتونوف ای‌ان-۳۲ و همچنین بالگردهای میل می-۸، میل-۱۷، میل-۲۴ و میل-۲۶ را به خدمت گرفت. مستشاران نظامی شوروی نیز به پرو وارد شدند.

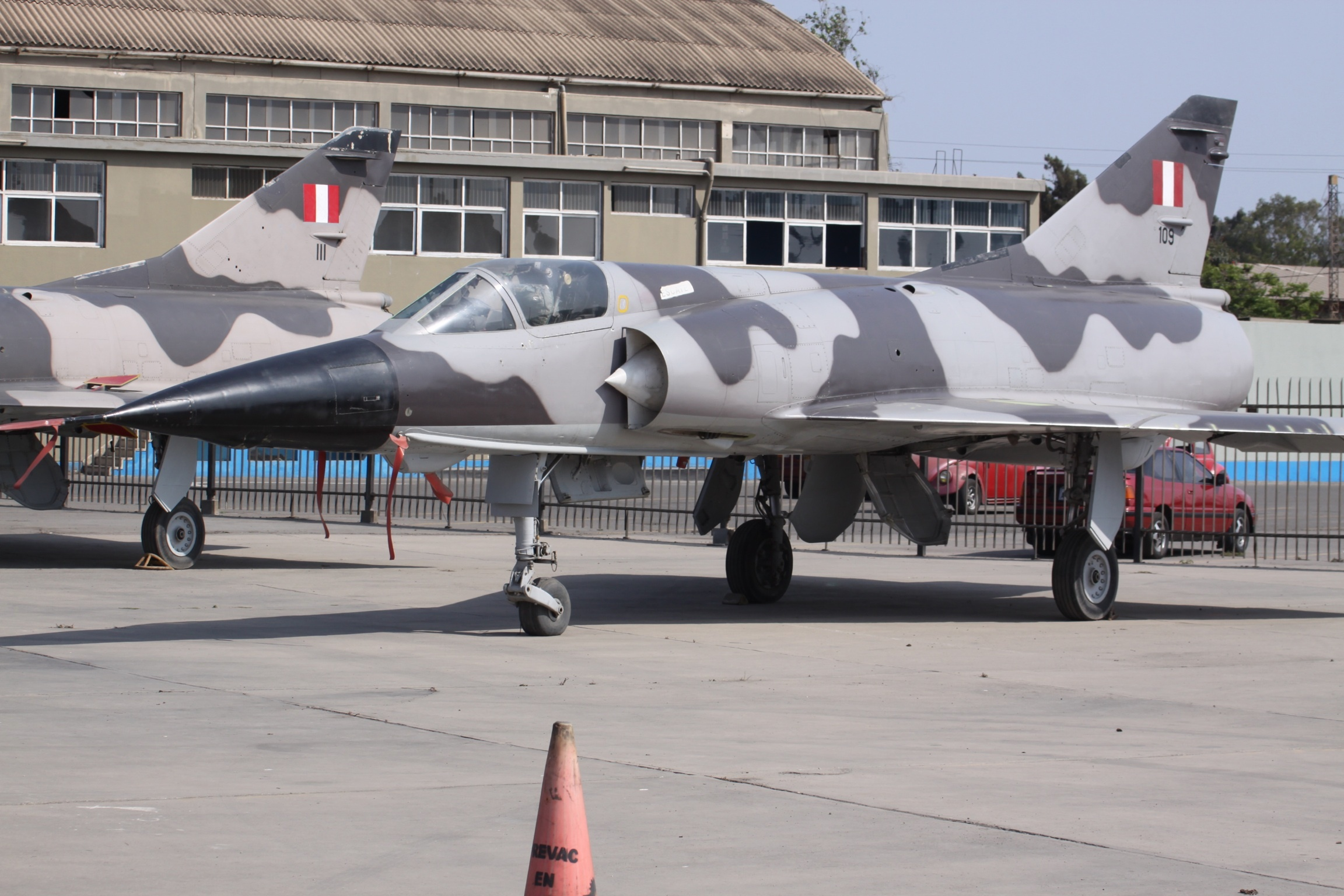
میراژ ۵ از ناوگان نیروی هوایی پرو

ولاسکو در سال ۱۹۷۵ توسط افسران نظامی دیگری سرنگون شده و بلاونده در سال ۱۹۸۰ به عنوان یک رئیس‌جمهور غیرنظامی به قدرت بازگشت. در این زمان FAP جنگنده‌های فرانسوی میراژ ۵پی و ۵دی‌پی و میراژ ۲۰۰۰ را در سال ۱۹۸۴ خریداری نمود. روابط با ایالات متحده بهبود یافته وبه دنبال آن FAP هواپیماهای آمریکایی از جمله، هواپیماهای تهاجمی سسنا ای-۳۷بی دراگون‌فلای و همچنین هواپیماهای ترابری
لاکهید سی-۱۳۰ و لال-۱۰۰ هرکولس را به دست آورد.

#### دوران رکود اقتصادی
رکود اقتصادی پرو در اواخر دهه ۱۹۸۰ و اوایل دهه ۱۹۹۰ باعث کاهش هزینه‌ها و در نتیجه کاهش اندازه ناوگان نیروی هوایی پرو شد. کاهش بودجه در آموزش به این معنی بود که خلبانان پرویی در مقایسه با دهه ۱۹۷۰، تعداد ساعات پرواز سالانه (AFH) کمتری داشت. تعداد ساعات پرواز سالانه البته در برآورد مهارت و تجربه فردی خلبانان نیروی هوایی بسیار مهم است: «ساعات پرواز سالانه بیشتر نشان دهنده خلبانان با آموزش بیشتر و آمادگی عمومی بهتر است.»
همچنین تعدادی از توضیحات احتمالی برای تعداد ساعات پرواز سالانه پایین نیروی هوایی پرو، وجود دارد از جمله مهم‌ترین آنها می‌توان به این موارد اشاراه داشت: نگرانی در مورد قدیمی بودن تجهیزات، کمبود قطعات یدکی - به ویژه برای هواپیماهای قدیمی - مشکلات با فرسودگی بدنه هواپیما و کمبود سوخت. با این حال، احتمال زیادی وجود دارد که برخی از خلبانان و هنگ‌های «نخبگان» مانند خلبان‌هایی که در پایگاه هوایی تالارا و پایگاه هوایی لاخویا مستقر هستند، ساعات پرواز بیشتری داشته باشند. خصوصاً آنکه هنگ‌های مذکور امروزه مجهز به هواپیماهای مدرن بوده و وظیفه دفاع از میهن را بر عهده دارند.

#### جنگ سنپا
نیروی هوایی پرو در سال ۱۹۹۵ در جنگ سِنِپا علیه نیروی هوایی اکوادور در حوضه آمازون وارد کارزار شده و از ارتش پرو پشتیبانی هوایی نموده و با بالگردهای میل-۲۵، بمب افکن های کانبرا، هواپیماهای ای-۳۷ و سوخو-۲۲ به مواضع دشمن حمله نمود. به دلیل نبود جاده‌های قابل اعتماد، هلیکوپترهای میل-۱۷ و همچنین هواپیماهای لاکهید ال-۱۰۰ هرکولس، آنتونوف-۲۸ و آنتونوف-۳۲ نیروی هوایی پرو به جابه‌جایی نیروها پرداختند. در طی این جنگ، حداقل دو بالگرد سرنگون شدند.

#### دولت فوجیموری
در سال‌های ۱۹۹۷ و ۱۹۹۸، به منظور دستیابی به برنامه‌های جسورانه نظامی آلبرتو فوجیموری رئیس جمهوروقت پرو، نیروی هوایی پرو برنامه‌هایی را برای بهینه‌سازی برای بازنگری کلی در ماموریت‌ها و خریدهای جدید ضروری را آغاز نمود.
در سال ۱۹۹۷، نیروی هوایی پرو ۲۱ فروند جنگنده میگ-۲۹ و ۱۸ فروند هواپیمای تهاجمی سوخو-۲۵ را از بلاروس خریداری نمود. در سال ۱۹۹۸، سه جنگنده دیگر میگ-۲۹ از روسیه خریداری شد، که به همراه ۱۲ فروند جنگنده میراژ ۲۰۰۰ که در سال ۱۹۸۴ از شرکت فرانسوی داسو اویاسیون خریداری شد، ناوگان ۵۴ فروندی جنگنده‌های نیروی هوایی پرو را تشکیل دادند.
این خریدها گران بود و تعدادی از منتقدان سودمندی آنها در برابر نگرانی‌های امنیتی مبرم زمان پرو همانند چریک‌های مارکسیست راه درخشان
را زیر سؤال بردند.
از سوی دیگر، نیروی هوایی پرو هنوز جنگ سنپا در سال ۱۹۹۵ با اکوادور را به یاد داشت، لذا جنگنده‌های میگ-۲۹ خود را در نزدیکی مرز در پایگاه هوایی چیکلایو و پایگاه هوایی تالارا مستقر نمود.

### قرن بیست و یکم

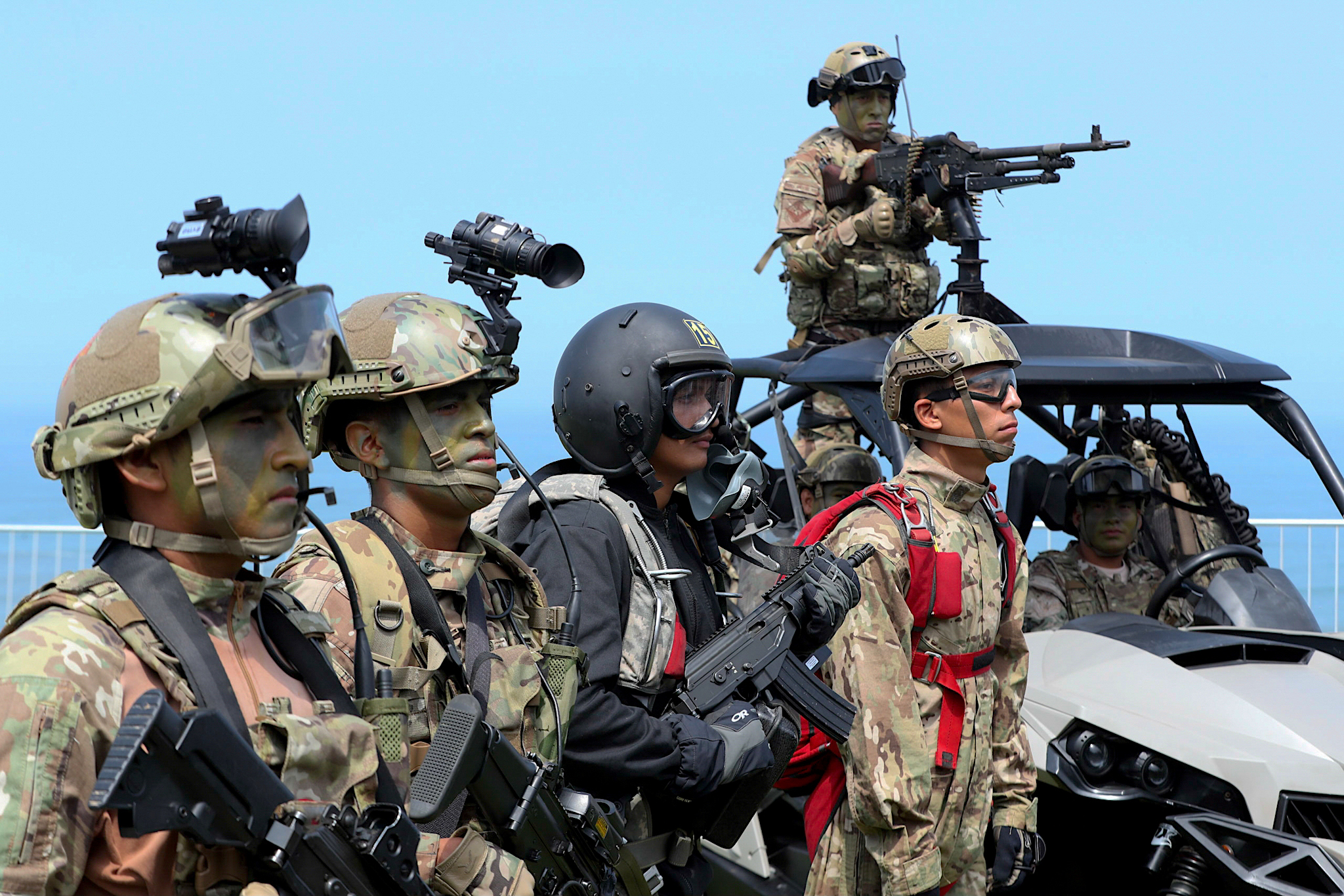
افراد مسلح گوناگون در تیروی هوایی پرو

جنگنده‌های میراژ ۲۰۰۰ سی/بی و میگ-۲۹ اس، در کنار جت‌های پشتیبانی نزدیک هوایی سوخو-۲۵ ستون فقرات ناوگان جنگنده چندمنظوره کنونی نیروی هوایی پرو را شکل می‌دهند. جنگنده‌های میراژ-۲۰۰۰ پی نیروی هوایی پرو در پایگاه هوایی لاخویا نزدیک مرز بولیوی و شیلی مستقر هستند. این سه کشور واقع در رشته کوه آند اختلافی قدیمی و حل نشده سه طرفه در مورد مرزهای دریایی فی مابین خود دارند. همچنین تنش‌های باقی مانده با دشمن تاریخی آن کشور، شیلی یک معضل تاربخی در پرو می‌باشد.
در سال ۲۰۰۸ آرای‌سی میگ ارتقاء ناوگان جنگنده‌های میگ نیروی هوایی پرو را به استاندارد صادراتی میگ-۲۹ اس‌ام‌تی آغاز نمود در سال ۲۰۰۹، همچنین داسو شروع به همکاری با پرو برای بازرسی جامع ناوگان میراژ، همراه با برخی نوسازی‌های الکترونیکی هواپیماها نمود.
از سال ۲۰۱۳، پرو در حال مذاکره با تأمین کنندگان اروپایی به عنوان بخشی از یک برنامه بلند مدت برای جایگزینی هواپیماهای فرسوده نیروی هوایی خود با سوخو-۳۵، رافال یا یوروفایتر تایفون‌های دست دوم است. تا این هنگام، نیروی هوایی پرو در حال بررسی امکان خرید ۶۰ فروند تایفون یوروفایتر تایفون ئی‌اف-۲۰۰۰ از اسپانیا و شصت فروند سوخو-۳۵ از روسیه می‌باشد.
هزینه این برنامه یک مسئله ای مهم بود، برای رئیس‌جمهور وقت، اولانتا هومالا، که به دنبال جت‌های جنگنده با قیمت رقابتی و متناسب با بودجه ملی بود. در سال ۲۰۱۴، پرو شروع به به روز رسانی عملیات و تجهیزات مکانیکی هواپیمای سسنا ای-۳۷ خود نمود و سیستم‌های کنترل‌های آنالوگ ناوگان خود را با سخت‌افزار دیجیتال جدید جایگزین نمود.
پرو بالگرد چند منظوره آی. دبیلو۱۳۹ ایتالیایی را برای به جایگزینی ناوگان بالگردهای چندمنظوره قدیمی خود و همچنین برای ناوگان عملیات جستجو و نجات، ارزیابی نموده است. این خرید شامل ۱۲ بالگرد به مبلغ ۱۹۳ میلیون دلار است.
به گزارش نشریه نشنال اینترست پس از پرده برداری از جنگنده کی‌اف-۲۱ در آوریل ۲۰۲۱، پرو ممکن است یک مشتری بالقوه برای این جنگنده نسل ۴٫۵ باشد.

## سازمان

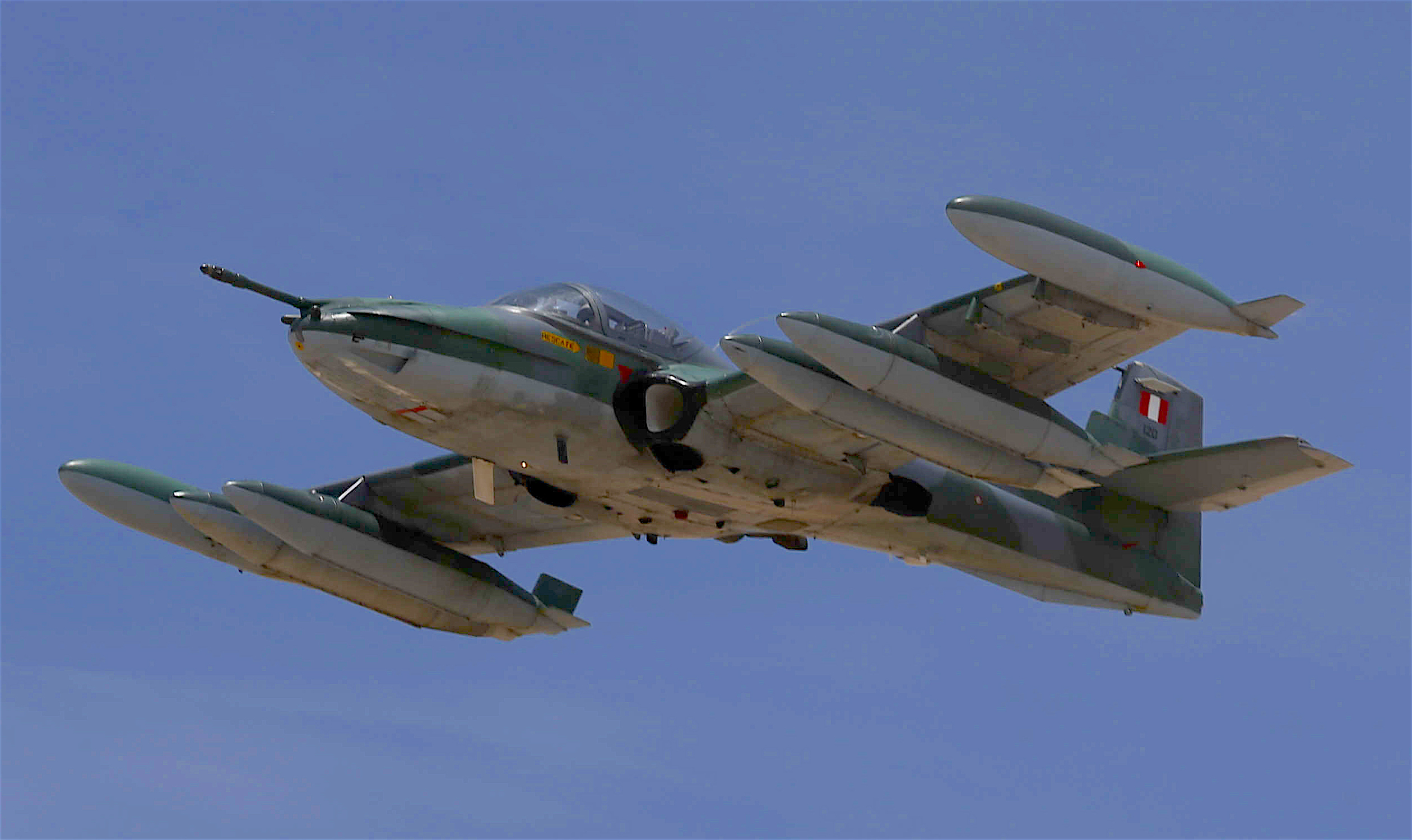
سسنا ای-۳۷ دراگون‌فلای متعلق نیروی هوایی پرو در حال پرواز دز سال ۲۰۱۵

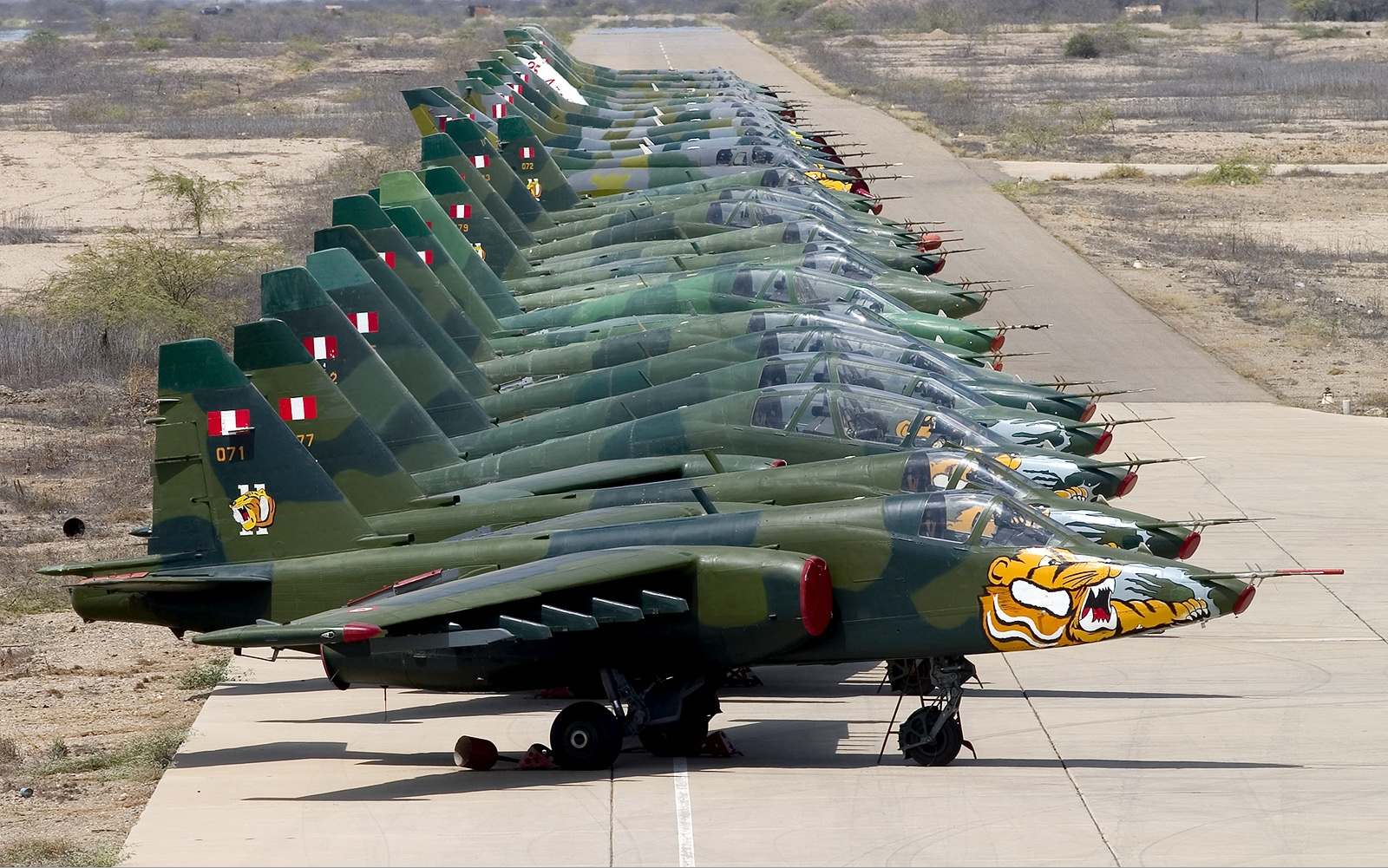
جنگنده‌های سوخو-۲۵ نیروی هوایی پرو در پایگاه هوایی تالارا در سال ۲۰۰۵

### بال هوایی شماره ۱
- گروه شماره ۶ – پایگاه اصلی: چیکلایو
  - گُردان هوایی رزمی ۶۱۲ (خروس جنگی‌ها) مجهز به (میگ-۲۹اس | میگ-۲۹ ئی | میگ-۲۰ اس ام پی | میگ-۲۹یو بی پی)
- گروه شماره ۷ – پایگاه اصلی: پیورا
  - گُردان هوایی رزمی ۷۱۱ (عقرب‌ها) مجهز به سسنا ای-۳۷ دراگون‌فلای
- گروه شماره ۱۱ – پایگاه اصلی: تالارا
  - گُردان هوایی رزمی ۱۱۲ (ببرها) مجهز به سوخو-۲۵یوبی

### بال هوایی شماره ۲
- گروه شماره ۳ – پایگاه اصلی: کایائو
  - گُردان هوایی بالگرد ۳۱۵ مجهز به ام‌بی‌بی بی او ۱۰۵
  - گردان هوایی بالگرد ۳۳۲ مجهز به بل ۲۱۲، آگوستا-بل ۴۱۲اس پی
  - گردان هوایی بالگرد ۳۴۱ مجهز به میل-۸ ام تی وی-۱، میل-۱۷ اچ/۱بی ،میل-۱۷ اس اچ
- گروه شماره ۸ – پایگاه اصلی: کایائو
  - گُردان هوایی ترابری ۸۴۱ مجهز به بوئینگ ۷۳۷–۲۰۰، بوئینگ ۷۳۷–۵۰۰
  - گردان هوایی ترابری ۸۴۲ مجهز به لاکهید ال-۱۰۰ هرکولس
  - گردان هوایی ترابری ۸۴۳ مجهز به ای‌ان-۳۲ بی
  - گردان هوایی ترابری ۸۴۴ مجهز به سی-۲۷جی اسپارتان
- اداره نظارت و شناسایی هوایی (DIVRA) و خدمات ملی عکسبرداری هوایی (SAN)-پایگاه اصلی: لیما
  - گردان هوایی ۳۳۰ مجهز به (پهپادهای یوای‌اس اف‌ای‌پی ام‌کی۱، ام‌کی۲، ام‌کی۳، ام‌کی۴، ام‌کی۵ و ام‌کی۶)
  - گردان هوایی ۳۳۱ مجهز به لیرجت ۳۵ دارای دوربینهای هوایی لایکا آرسی-۳۰ و جی پی اس آر-۷ جی‌ان‌اس‌اس)
  - گردان هوایی شماره ۳۳۴ مجهز به فیرچایلد سی-۲۶ مترولاینر و توین کماندر۶۹۰بی

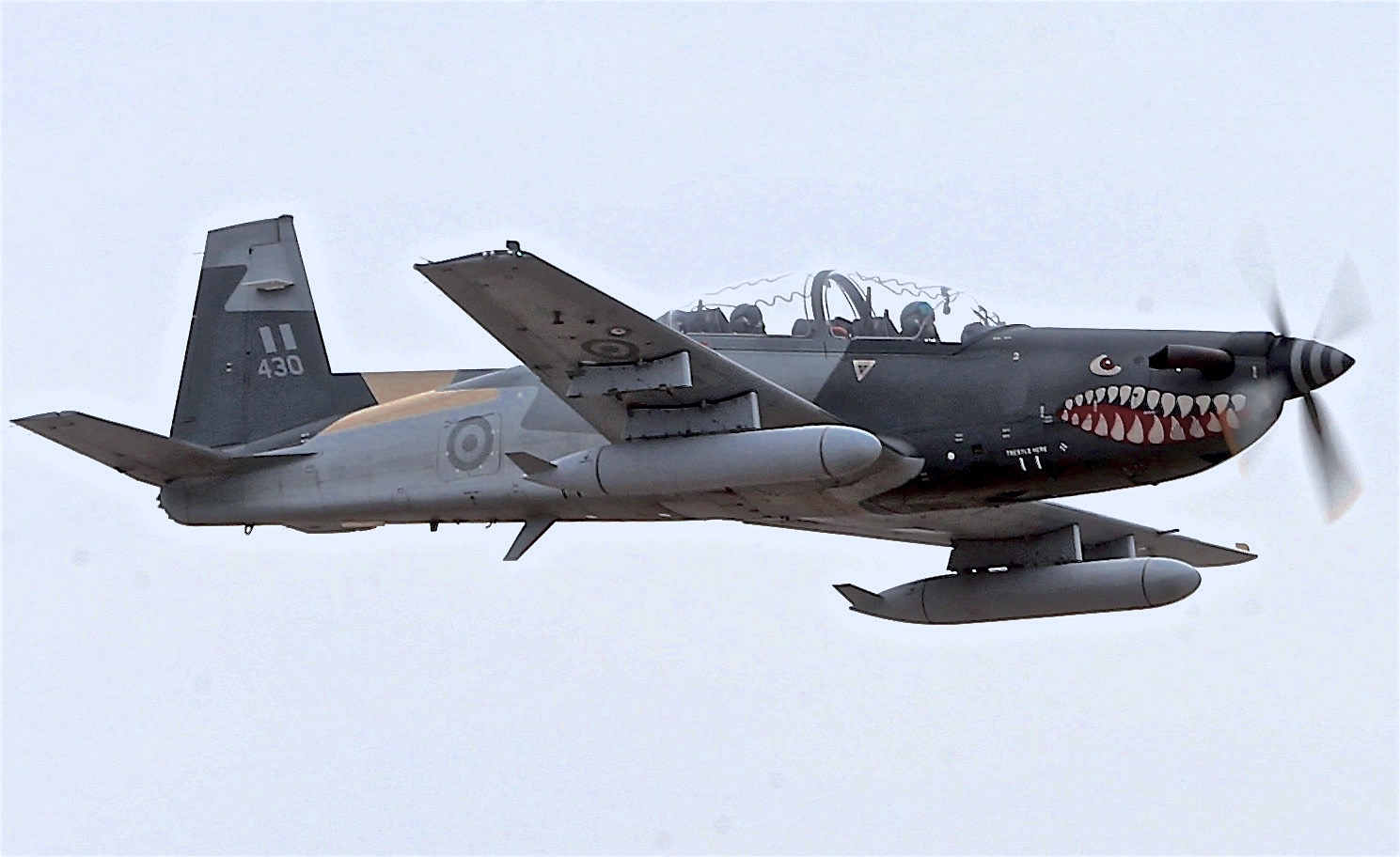
کی‌ای‌آی کی‌تی-۱پی وونگبی از ناوگان نیروی هوایی پرو

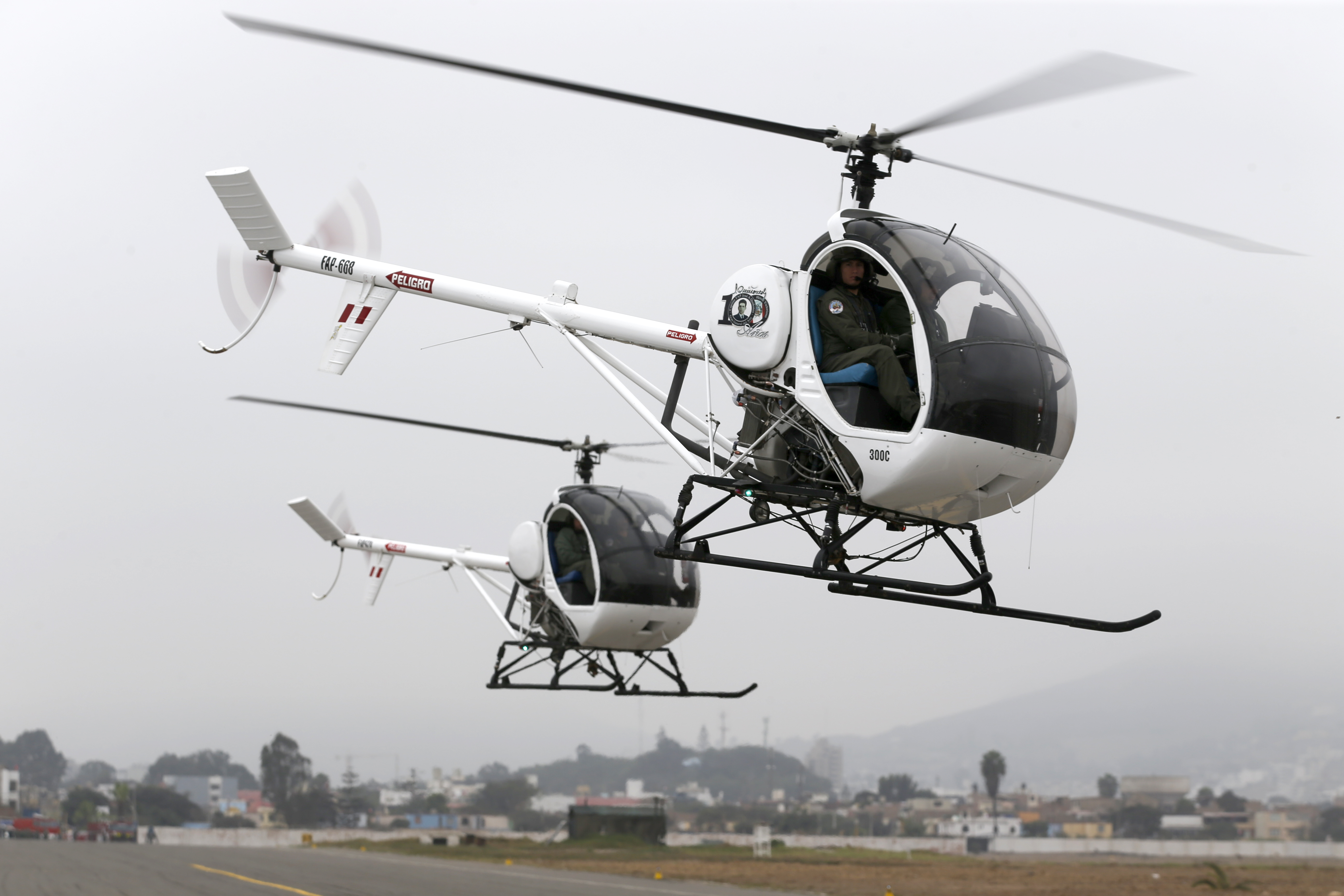
بالگردهای آموزشی شوایتزر اس-۳۰۰سی

- ئی‌اف‌اُوپی‌آی-مدرسه آموزش خلبانی (گروه سابق شماره ۵۱)-پایگاه اصلی پیسکو
  - گردان هوایی شماره ۵۱۰ (آموزشی پایه مجهز به) شوایتزر اس-۳۰۰سی
  - گردان هوایی شماره ۵۱۱ (آموزشی پایه مجهز به) زلین زد۲۴۲
  - گردان هوایی شماره ۵۱۲ (آموزشی پایه مجهز به) کی‌ای‌آی کی‌تی-۱پی
  - گردان هوایی شماره ۵۱۳ (آموزشی پایه مجهز به) کی‌ای‌آی کی‌تی-۱پی

### بال هوایی شماره ۳
- گروه شماره ۲ – پایگاه اصلی: ویتور ارکیپا
  - گردان هوایی شماره ۲۱۱ (بالگردهای تهاجمی) اژدهایان پرنده مجهز به میل-۲۵ و میل-۳۵پی
- گروه شماره ۴ – پایگاه اصلی: لاخویا ارکیپا
  - گردان هوایی شماره ۴۱۱ (هواگرد جنگی) شاهین‌ها مجهز به میراژ ۲۰۰۰ پی/دی‌پی
- مدرسه فرماندهی نیروی هوایی پرو FAP: لاخویا ارکیپا
- پایگاه هوایی پوئرتو مالدونادو
- یگان هوایی تاکنا

### بال هوایی شماره ۵
- گروه شماره ۴۲ – پایگاه اصلی: ایکیتوس
  - گردان هوایی شماره ۴۲۱ مجهز به دی‌اچ‌سی-۶ و (وای-۱۲ از خدمت خارج شده است)
  - گردان هوایی شماره ۴۲۲ مجهز به پی‌سی-۶
- پایگاه هوایی سانتا کلارا– پایگاه اصلی: ایکیتوس

## نفرات

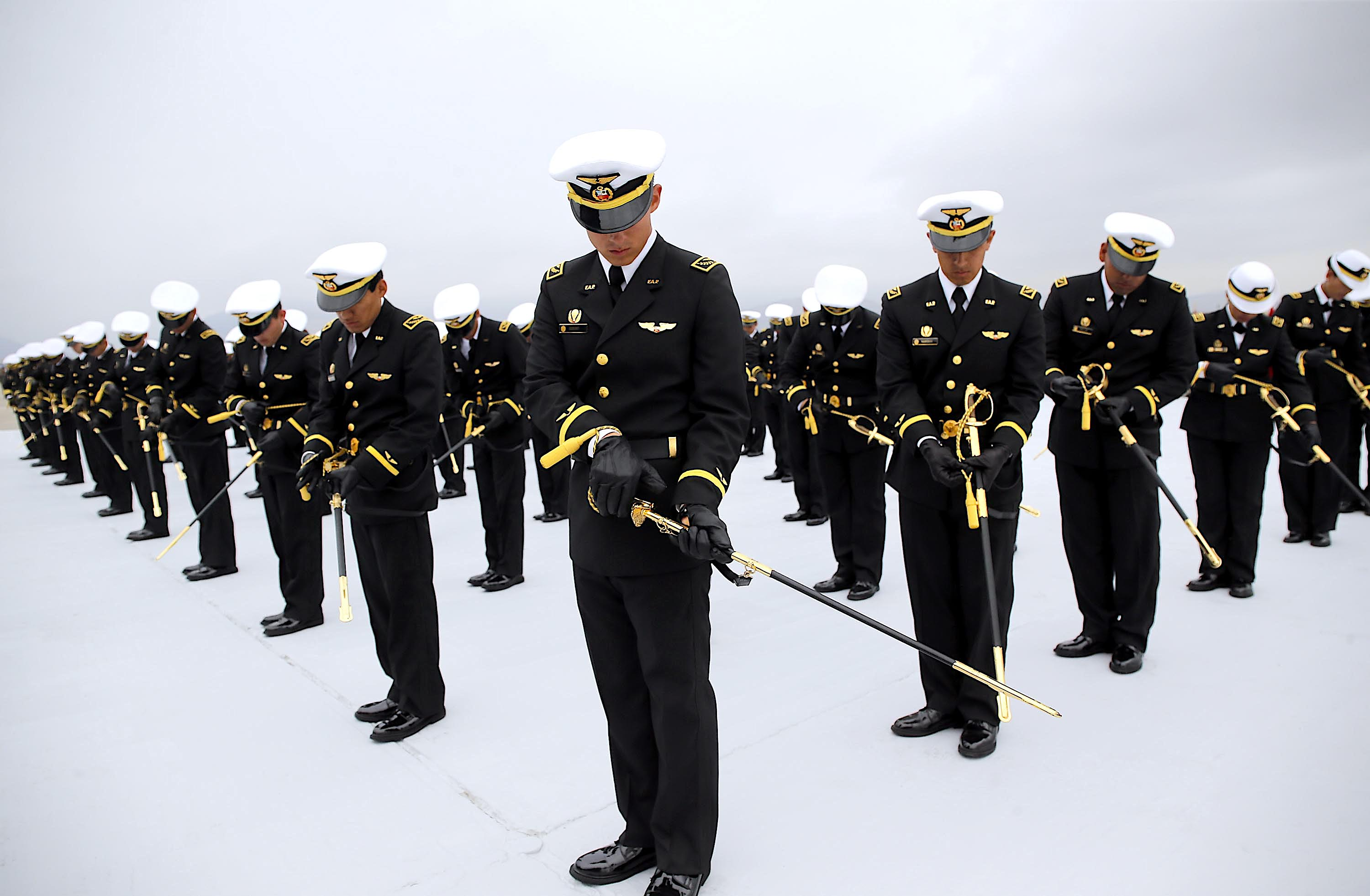
افسران دانشجوی افسری نیروی هوایی پرو

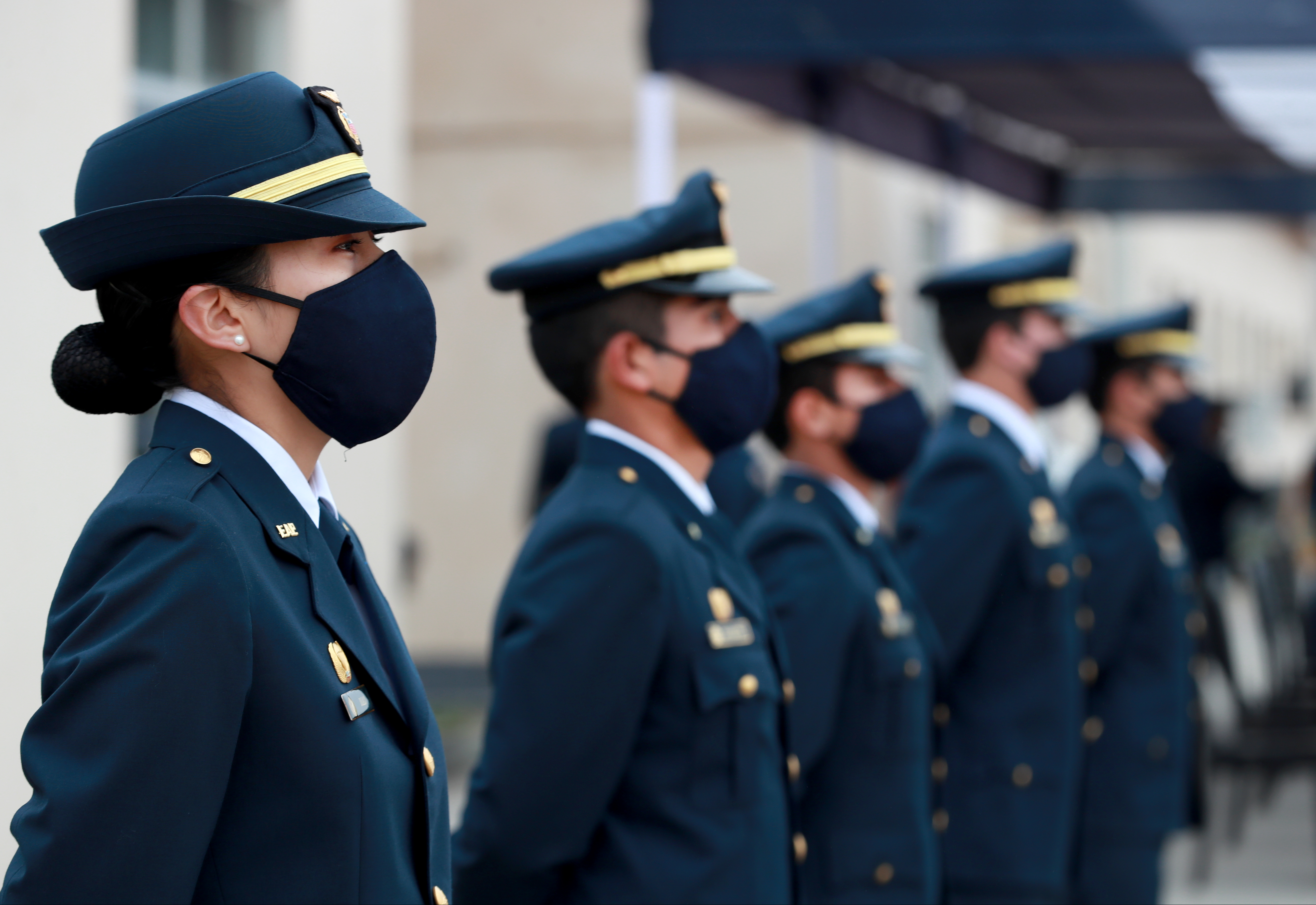
مراسم فارغ‌التحصیلی ۱۲ خلبان جدید نیروی هوایی پرو در پایگاه هوایی پیسکو در سال ۲۰۲۰

| نفرات (در سال ۲۰۰۱)     | نفرات (در سال ۲۰۰۱)           |
| ----------------------- | ----------------------------- |
| افسران ارشد             | ۱٬۹۰۹                         |
| درجه داران ارشد         | ۷٬۵۹۹                         |
| دانشجویان دانشکده افسری | ۳۲۵                           |
| درجه داران در حال آموزش | ۲۹۶                           |
| درجه داران جزء          | ۷٬۸۸۰                         |
| نفرات غیرنظامی          | ۸٬۷۰۸                         |
| کل نفرات                | ۱۷٬۹۶۹ (به جز نفرات غیرنظامی) |

## تجهیزات

### هواگردها
| هواگرد               | مبدا ساخت           | ماموریت                       | گونه                                                  | تعداد در حال خدمت | توضیحات |             |
| هواگرد جنگی          | هواگرد جنگی         | هواگرد جنگی                   | هواگرد جنگی                                           | هواگرد جنگی       | هواگرد جنگی | هواگرد جنگی |
| -------------------- | ------------------- | ----------------------------- | ----------------------------------------------------- | ----------------- | --- | ----------- |

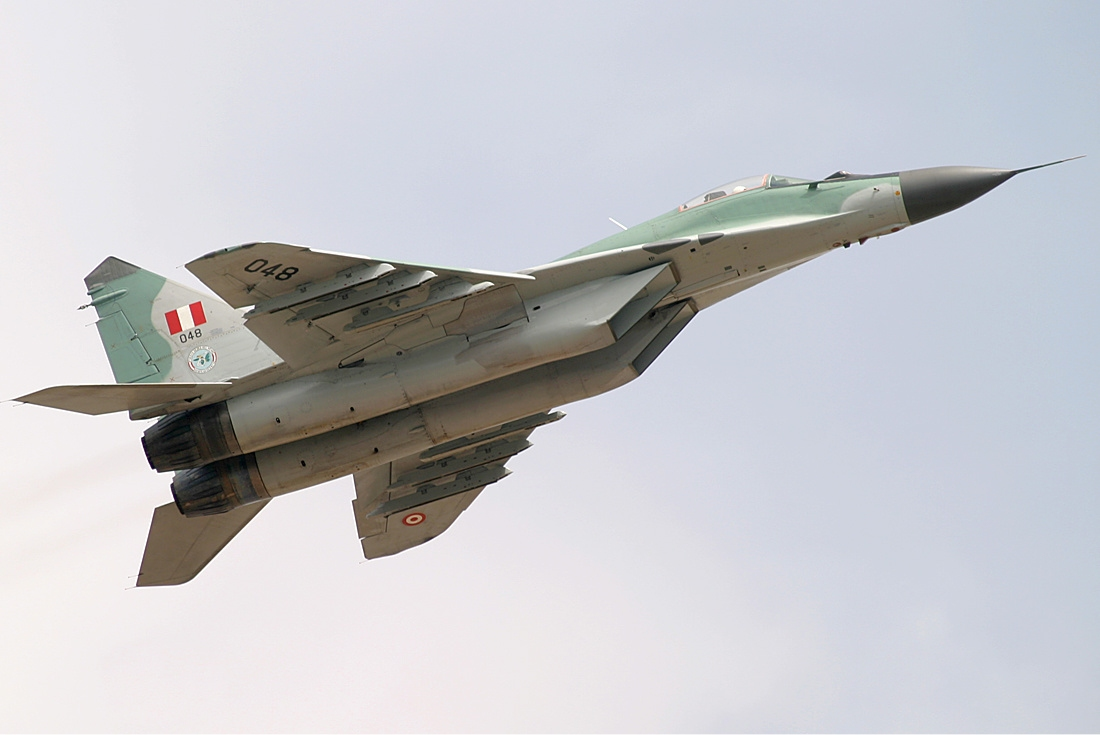
یک فروند میگ ۲۹ نیروی هوایی پرو در حال پرواز (سال ۲۰۱۰)

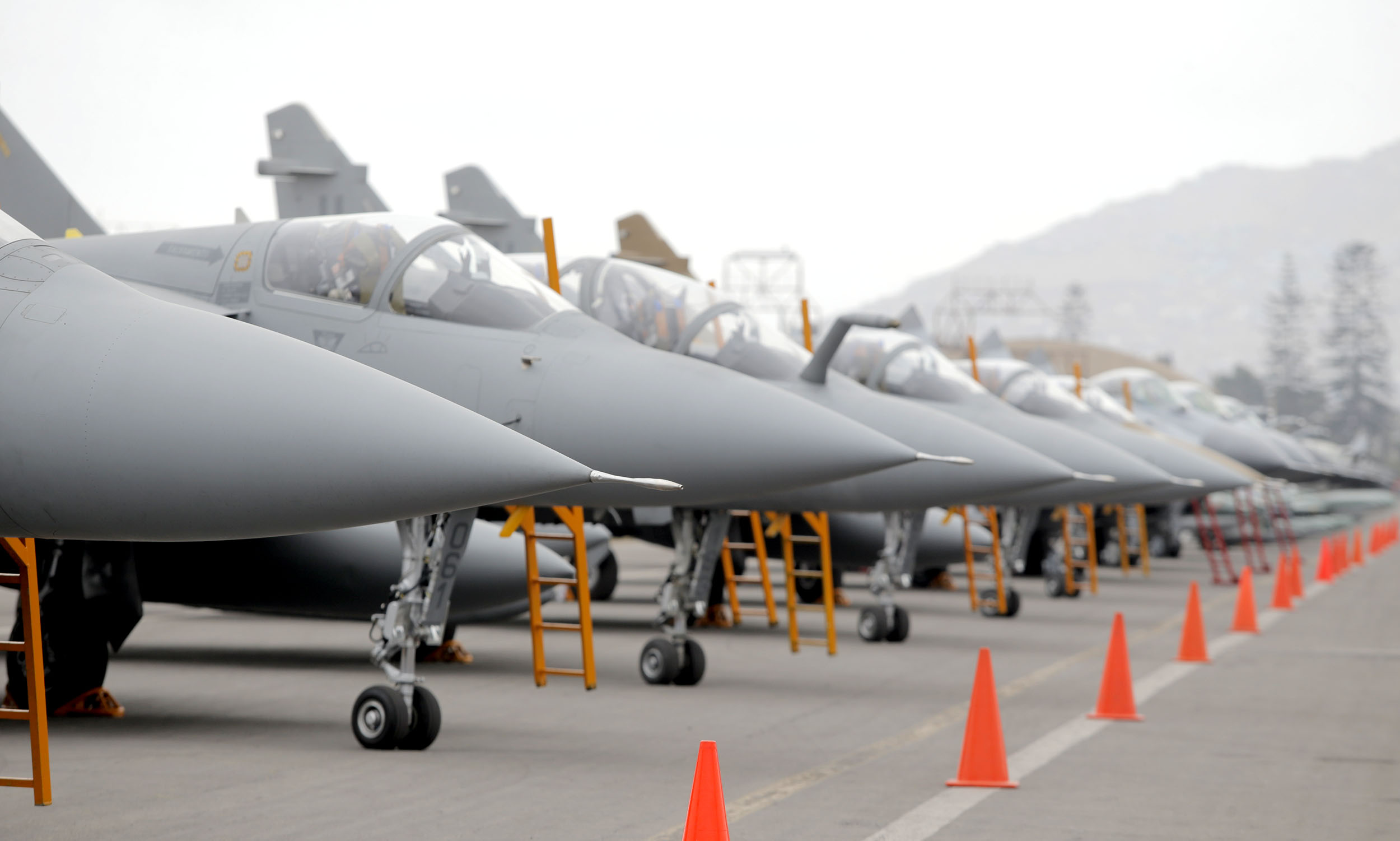
جنگنده‌های میراژ ۲۰۰۰ نیروی هوایی پرو

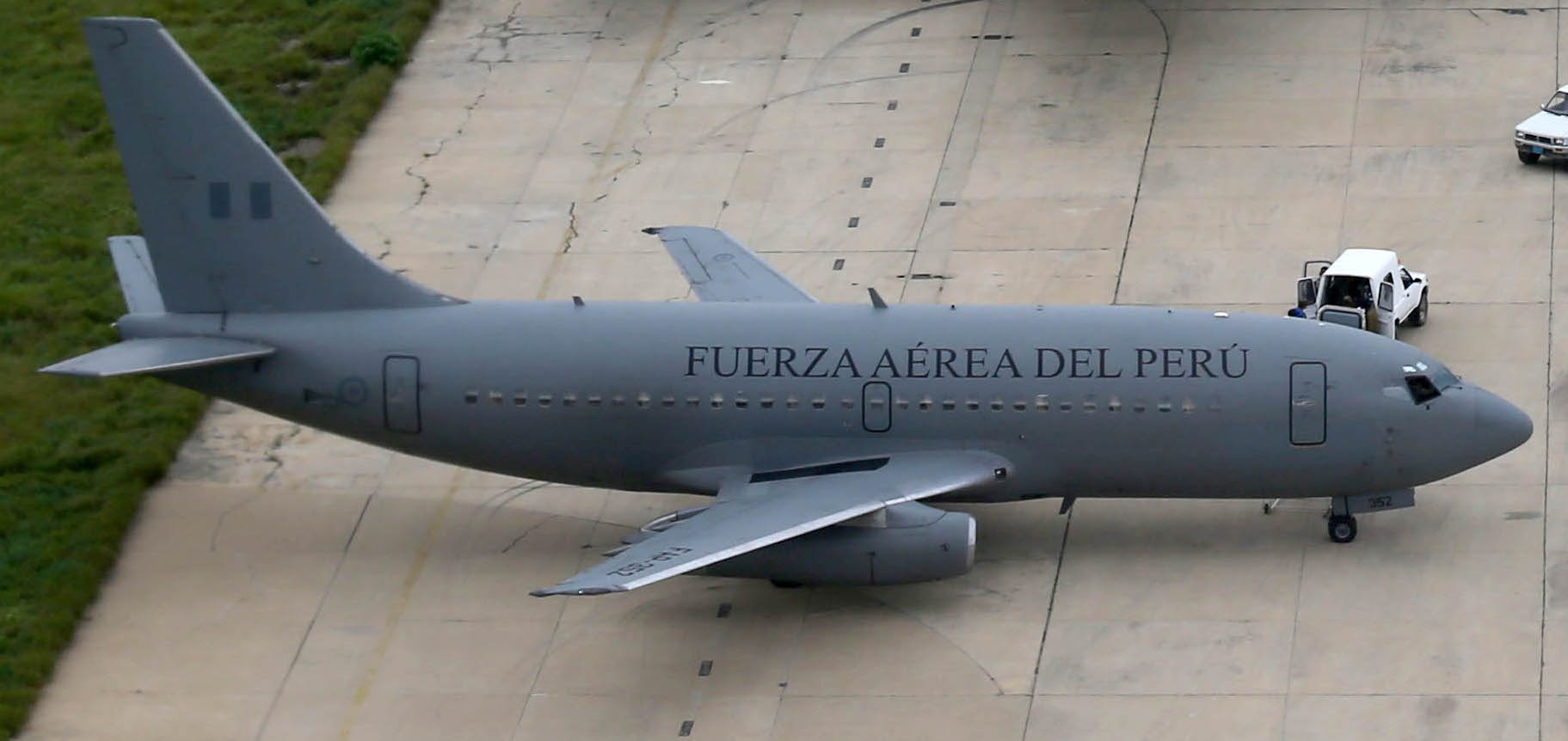
بوئینگ ۷۳۷ سری ۲۰۰ متعلق به نیروی هوایی پرو

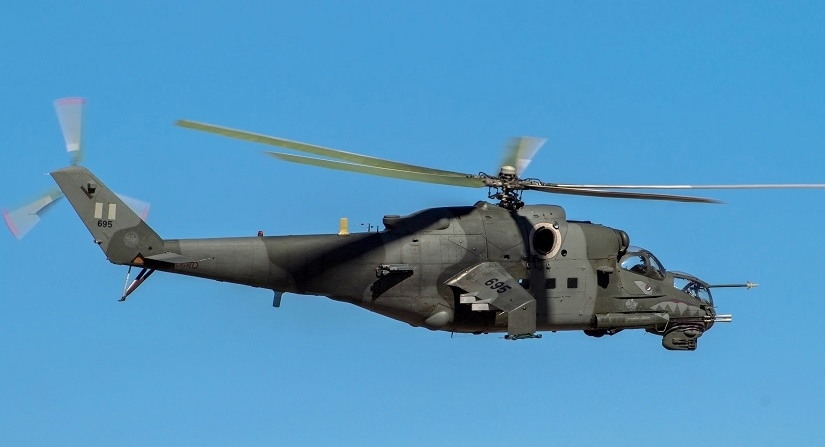
یک میل-۳۵ در حال پرواز

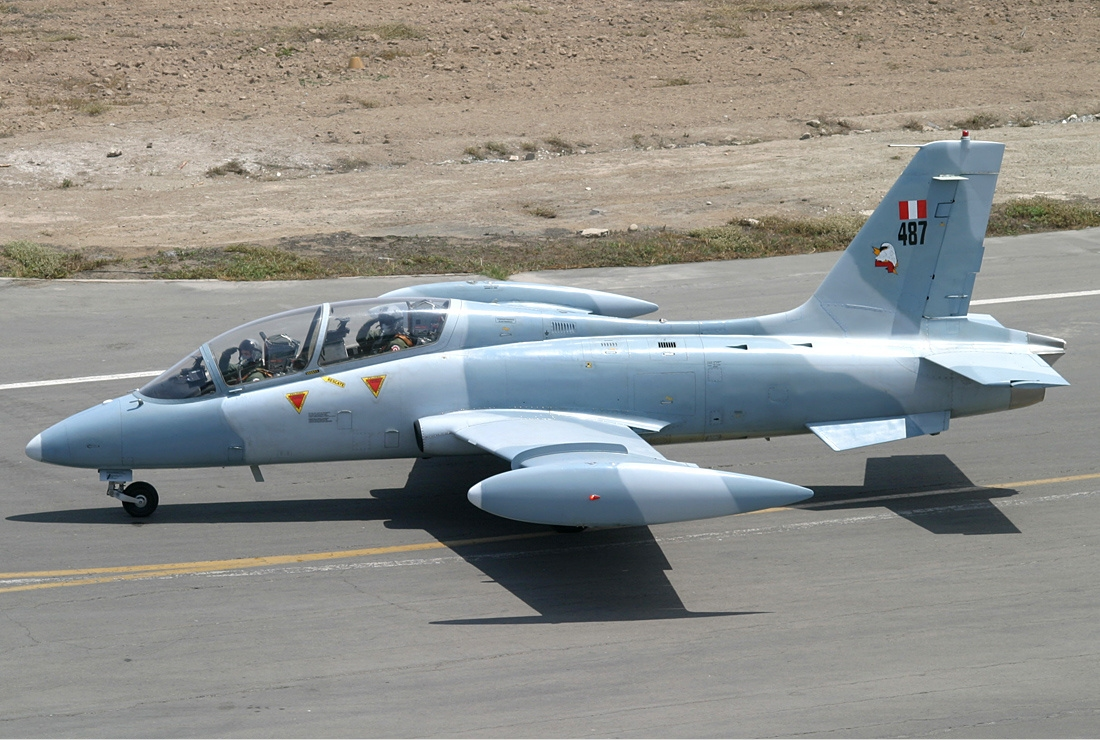
یک فروند آئروماکی ام بی-۳۳۹ در حال تاکسی کردن

| میراژ ۲۰۰۰           | فرانسه              | چندمنظوره                     | ۲۰۰۰پی                                                | ۱۱                | ۲ فروند میراژ ۲۰۰۰ دی پی به آموزش تبدیلی اختصاص داده شده است. یک فروند میراژ ۲۰۰۰ پی در یک حادثه آموزشی از بین رفته است. |             |
| میگ-۲۹ام             | روسیه               | چندمنظوره                     | ۸ فروند فالکروم اس ام ئی، ۳ فروند اس ئی و ۸ فروند اس. | تعداد در حال خدمت | ۲ فروند به آموزش تبدیلی اختصاص داده شده است.                                                                             |             |
| سوخو-۲۵              | روسیه               | تهاجمی                        |                                                       | ۲                 | ۶ فروند به آموزش تبدیلی اختصاص داده شده است.                                                                             |             |
| سسنا ای-۳۷           | ایالات متحده آمریکا | تهاجمی                        |                                                       | ۲۰                | |             |
| تانکر سوخت‌گیری هوایی |                     |                               |                                                       |                   | |             |
| کی‌سی-۱۳۰ هرکولس      | ایالات متحده آمریکا | سوخت‌گیری هوایی/ترابری         | کی‌سی-۱۳۰ اچ                                           | ۲                 | |             |
| شناسایی              |                     |                               |                                                       |                   | |             |
| سی-۲۶ مترولاینر      | ایالات متحده آمریکا | نظارت / جاسوسی ارتباطات       |                                                       | ۳                 | اهدا شده توسط ایالات متحده آمریکا، برای عمیات علیه قاچاق موادمخدر                                                        |             |
| لیرجت ۳۵             | ایالات متحده آمریکا | تصویرسنجی                     | یو-۳۶                                                 | ۱                 | |             |
| ترابری               |                     |                               |                                                       |                   | |             |
| بوئینگ ۷۳۷           | ایالات متحده آمریکا | وی آی پی                      |                                                       | ۱                 | |             |
| پایپر پی ای-۳۴       | ایالات متحده آمریکا | چندمنظوره                     |                                                       | ۱                 | |             |
| سی-۲۷جی اسپارتان     | ایتالیا             | ترابری                        |                                                       | ۴                 | ۸ فروند سفارش داده شده است                                                                                               |             |
| آنتونوف ای‌ان-۳۲      | اوکراین             | ترابری                        |                                                       | ۳                 | |             |
| بیچ‌کرفت بارون        | ایالات متحده آمریکا | چندمنظوره                     |                                                       | ۱                 | |             |
| دی‌اچ‌سی-۶ توئین اوتر  | کانادا              | چندمنظوره/ ترابری             |                                                       | ۱۵                | هواپیمای دارای قابلیت برخاست و فرود کوتاه                                                                                |             |
| لاکهید ال-۱۰۰        | ایالات متحده آمریکا | ترابری                        |                                                       | ۳                 | |             |
| پیلاتوس پی‌سی-۶       | سوئیس               | چندمنظوره/ ترابری             |                                                       | ۱                 | هواپیمای دارای قابلیت برخاست و فرود کوتاه                                                                                |             |
| بالگردها             |                     |                               |                                                       |                   | |             |
| بل ۴۱۲               | ایالات متحده آمریکا | چندمنظوره                     |                                                       | ۳                 | |             |
| میل می-۱۷            | روسیه               | چندمنظوره                     | میل ۱۷/۱۷۱                                            | ۹                 | ۸ فروند سفارش داده شده است                                                                                               |             |
| میل می-۲۴            | روسیه               | تهاجمی                        | میل ۲۵/میل ۳۵                                         | ۱۶                | |             |
| ام‌بی‌بی‌بو ۱۰۵         | آلمان               | چندمنظوره                     |                                                       | ۲                 | |             |
| اس‌اچ-۳ سی کینگ       | اسپانیا             | هشدار زودهنگام هوابرد (آواکس) | اس اچ-۳ اچ                                            |                   | ۶ فروند سفارش داده شده است                                                                                               |             |
| آموزشی               |                     |                               |                                                       |                   | |             |
| زلین ۴۲              | جمهوری چک           | آموزشی                        | زد ۲۴۲                                                | ۳                 | |             |
| سی اچ ۲۰۰۰           | ایالات متحده آمریکا | آموزشی                        |                                                       | ۹                 | ۸ فروند سفارش داده شده است                                                                                               |             |
| پایپر پی ای-۴۴       | ایالات متحده آمریکا | آموزشی چند موتوره             |                                                       | ۱                 | |             |
| شوایتزر اس-۳۰۰ سی    | ایالات متحده آمریکا | بالگرد آموزشی                 |                                                       | ۴                 | |             |
| انستروم اف ۲۸        | ایالات متحده آمریکا | بالگرد آموزشی                 |                                                       | ۴                 | ۴ فروند سفارش داده شده است                                                                                               |             |
| کی تی-۱ وونگبی       | کره جنوبی           | آموزش اولیه                   | کی تی-۱ پی                                            | ۲۰                | |             |
| آئروماکی ام بی-۳۳۹   | ایتالیا             | جت آموزشی                     |                                                       | ۵                 | |             |
| پهپاد                |                     |                               |                                                       |                   | |             |
| UAV FAP              | پرو                 | Reconnaissance                |                                                       | ۵                 | |             |

### جنگ اقزارهای نیروهای زمینی

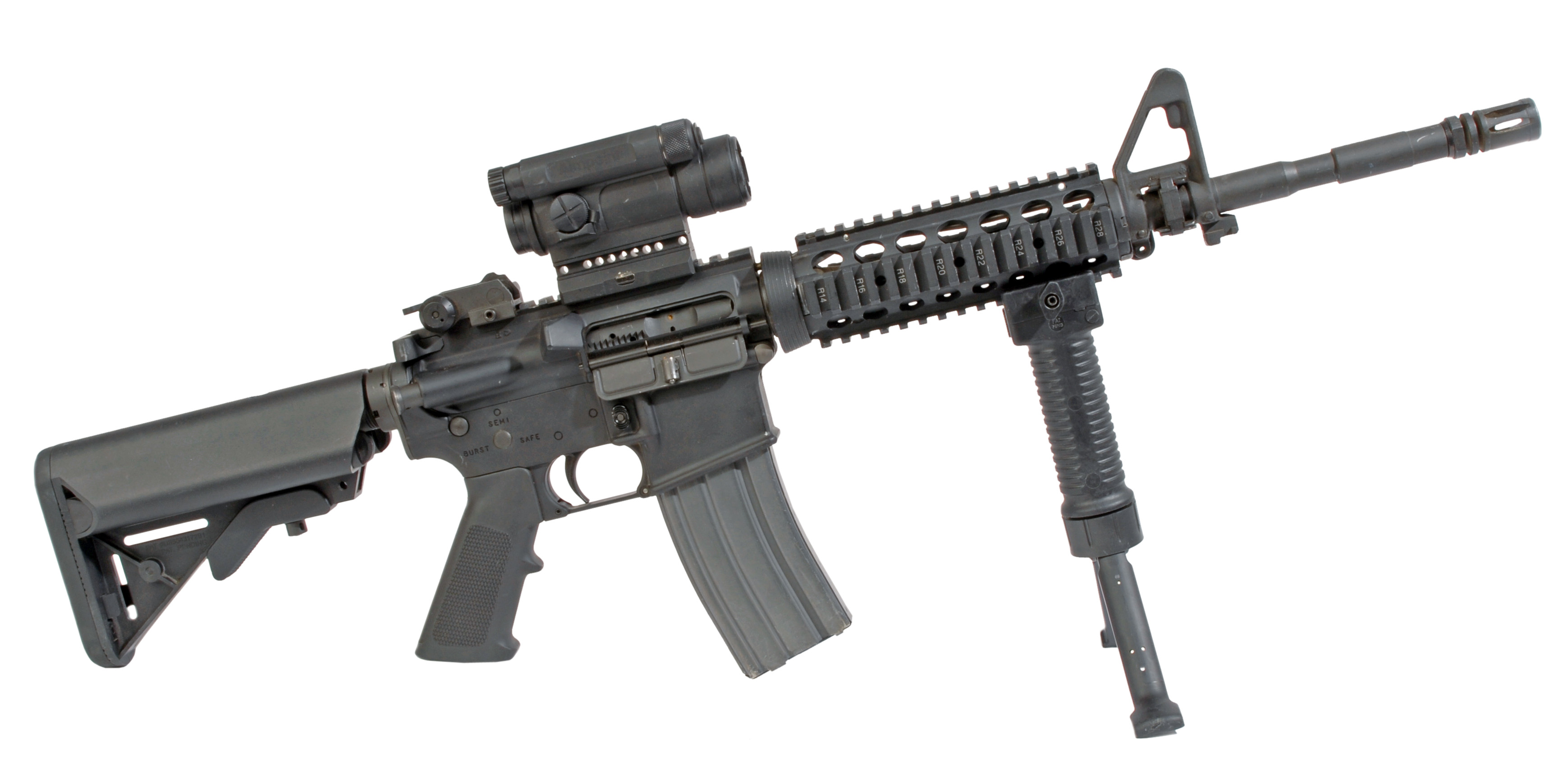
ام ۴ کارابین

| Name              | Origin              | Type                      | Variant          | Notes                      |
| اسلحه‌های سبک      | اسلحه‌های سبک        | اسلحه‌های سبک              | اسلحه‌های سبک     | اسلحه‌های سبک               |
| ----------------- | ------------------- | ------------------------- | ---------------- | -------------------------- |
| وکتور اس پی۱      | آفریقای جنوبی       | تپانچه نیمه‌خودکار         |                  |                            |
| ای کی ام          | اتحاد جماهیر شوروی  | تفنگ تهاجمی               |                  |                            |
| ام۴ کارباین       | ایالات متحده آمریکا | تفنگ تهاجمی               | M4A1             |                            |
| آی‌ام‌آی جلیل       | اسرائیل             | تفنگ تهاجمی               |                  |                            |
| میلکور بی ایکس پی | آفریقای جنوبی       | مسلسل دستی                |                  |                            |
| یوزی              | اسرائیل             | مسلسل دستی                |                  |                            |
| سامانه ضدهوایی    |                     |                           |                  |                            |
| ایگلا             | روسیه               | سامانه پدافند هوایی همراه |                  |                            |
| جولین             | بریتانیا            | سامانه پدافند هوایی همراه |                  |                            |
| زرهی              |                     |                           |                  |                            |
| بی‌تی‌آر-۶۰         | اتحاد جماهیر شوروی  | نفربر زره‌پوش              |                  | وسیله دارای قابلیت آبی‌خاکی |
| بی آر دی ام-۲     | اتحاد جماهیر شوروی  | نفربر زره‌پوش              | مجهز به مالیوتکا | وسیله دارای قابلیت آبی‌خاکی |

### استنادات
1. ↑  Acig.org: The Most Powerful Air Force in Latin America
2. ↑  The paratroopers were dropped from Italian Caproni Ca.111 bomber-transports. Skydiving in Peru by General Alberto Thorndike Elmore
3. ↑  "Selfie del país". El Peruano. 2018-04-30.
4. ↑  Long, William R. (1995-02-08). "Peru, Ecuador Battle on Small but Deadly Scale: Latin America: As peace talks hit snag, platoon-size units continue war in Amazon rain forest". Los Angeles Times. Retrieved 2022-04-04.
5. ↑  Diario La Republica http://www.ecuadorinmediato.com/Noticias/news_user_view/investigacion_peruana_corrupcion_impidio_bombardear_ecuador_2da_parte--11212
6. ↑  https://www.flightglobal.com/peruvian-mig-29-purchase-seals-service-deal/23330.article
7. ↑  "Spain offers Eurofighters to Peru". Flight Global (به انگلیسی). Retrieved 2022-06-30.
8. ↑  "Peru mulls replacing aged air force jets". UPI (به انگلیسی). Retrieved 2022-06-30.
9. ↑  "Peruvian Air Force Upgrades Fifth A-37B Aircraft". Dialogo Americas (به انگلیسی). Retrieved 2018-05-29.
10. ↑  Roblin, Sebastien (2021-04-13). "Korea's New KF-21 Jet Isn't A Stealth Fighter—But Could Evolve Into One". The National Interest (به انگلیسی). Retrieved 2021-04-21.
11. ↑  "RESDAL - Artículos destacados - los militares tras el fin del régimen de Fujimori-Montesinos". Archived from the original on September 27, 2007. Retrieved September 27, 2007., based on Supreme Decree DS No. 69 DE/SG of 2001.
12. 1 2 3 4 5 6 7 8 9 10 11 12 13 14 15 16 17 18 19 20 21 22 23 24 25 26 27  Hoyle, Craig (2023). "World Air Forces 2024". FlightGlobal. Retrieved 17 April 2024.
13. ↑  Arnaud (2024-04-12). "Crash mortel d'un Dassault Aviation Mirage 2000P". avionslegendaires.net (به فرانسوی). Retrieved 2024-04-16.
14. ↑  Administrator. "Demora en la entrega de dos aviones C-26 modificados para la Fuerza Aérea del Perú". Retrieved 2014-12-24.
15. ↑  "World Air Forces 2022". Flightglobal Insight. 2022. Retrieved 2022-05-06.
16. ↑  "Peruvian Air Force (2021)". 2021-05-26. Retrieved 2024-04-14.
17. 1 2 3 4 5 6 7 8 9  Montes, Julio A. (August 2011). "Peruvian Small Arms: Gunning for the Shining Path" (PDF). Small Arms Defense Journal: 25–29. Archived from the original (PDF) on 4 March 2016. Retrieved 18 October 2024.
18. ↑  International Institute for Strategic Studies (IISS) (2021). "The Military Balance 2021". The Military Balance (به انگلیسی).